# One Step at a Time (album Francis Rossi)
One Step at a Time è il secondo album di Francis Rossi, uscito nel maggio 2010. Uscito anche in vinile (blu), in edizione limitata a 1000 copie.

## Tracce
CD
1. Sleeping on the Job - 3:22 - (F. Rossi; B. Young)
2. Tallulah's Waiting - 3:39 - (F. Rossi; B. Young)
3. Crazy For You' - 3:38 - (F. Rossi; B. Young)
4. One Step at a Time - 3:49 - (F. Rossi; Johnson)
5. Here i Go - 3:07 - (F.Rossi; Johnson)
6. Faded Memory - 2:57 - (F. Rossi; B. Young)
7. Strike Like Lightning - 3:11 - (F. Rossi; B. Young)
8. Rolling Down the Road - 3:08 - (F. Rossi; B. Young)
9. Caroline- 4:02 - (F. Rossi; B. Young)
10. If You Believe - 3:46 - (F. Rossi; B. Young)

LP
Lato A
1. Sleeping on the Job - 3:22 - (F. Rossi; B. Young)
2. Tallulah's Waiting - 3:39 - (F. Rossi; B. Young)
3. Crazy For You' - 3:38 - (F. Rossi; B. Young)
4. One Step at a Time - 3:49 - (F. Rossi; Johnson)
5. Here i Go - 3:07 - (F.Rossi; Johnson)

Lato B
1. Faded Memory - 2:57 - (F. Rossi; B. Young)
2. Strike Like Lightning - 3:11 - (F. Rossi; B. Young)
3. Rolling Down the Road - 3:08 - (F. Rossi; B. Young)
4. Caroline- 4:02 - (F. Rossi; B. Young)
5. If You Believe - 3:46 - (F. Rossi; B. Young)

## Formazione
- Francis Rossi (chitarra solista, voce)
- Nicholas Rossi (basso)
- John Edwards (basso)
- Andy Bown (tastiere)
- Guy Johnson (tastiere cori)
- John 'Rhino' Edwards (basso, voce)
- Leon Cave (percussioni)
- Amy Smith (voce)
- Bob Young (Armonica a bocca)